# Elatostema inaequifolium
Elatostema inaequifolium es una especie de planta del género Elatostema, perteneciente a la familia Urticaceae.

## Taxonomía
Elatostema inaequifolium fue descrita por Adolph Daniel Edward Elmer en 1910.

## Distribución
Se encuentra en el territorio de Filipinas.